# Ait Bouyahya El Haj
Ait Bouyahya  El Haj (franska: Ait Bouyahya  El Haj (CR), Ait Bouyahya  El Haj (Commune Rurale), arabiska: المنزه) är en kommun i Marocko.   Den ligger i provinsen Khémisset och regionen Rabat-Salé-Kénitra, i den norra delen av landet, 50 km öster om huvudstaden Rabat. Antalet invånare är 5 514.